# Fête de rue

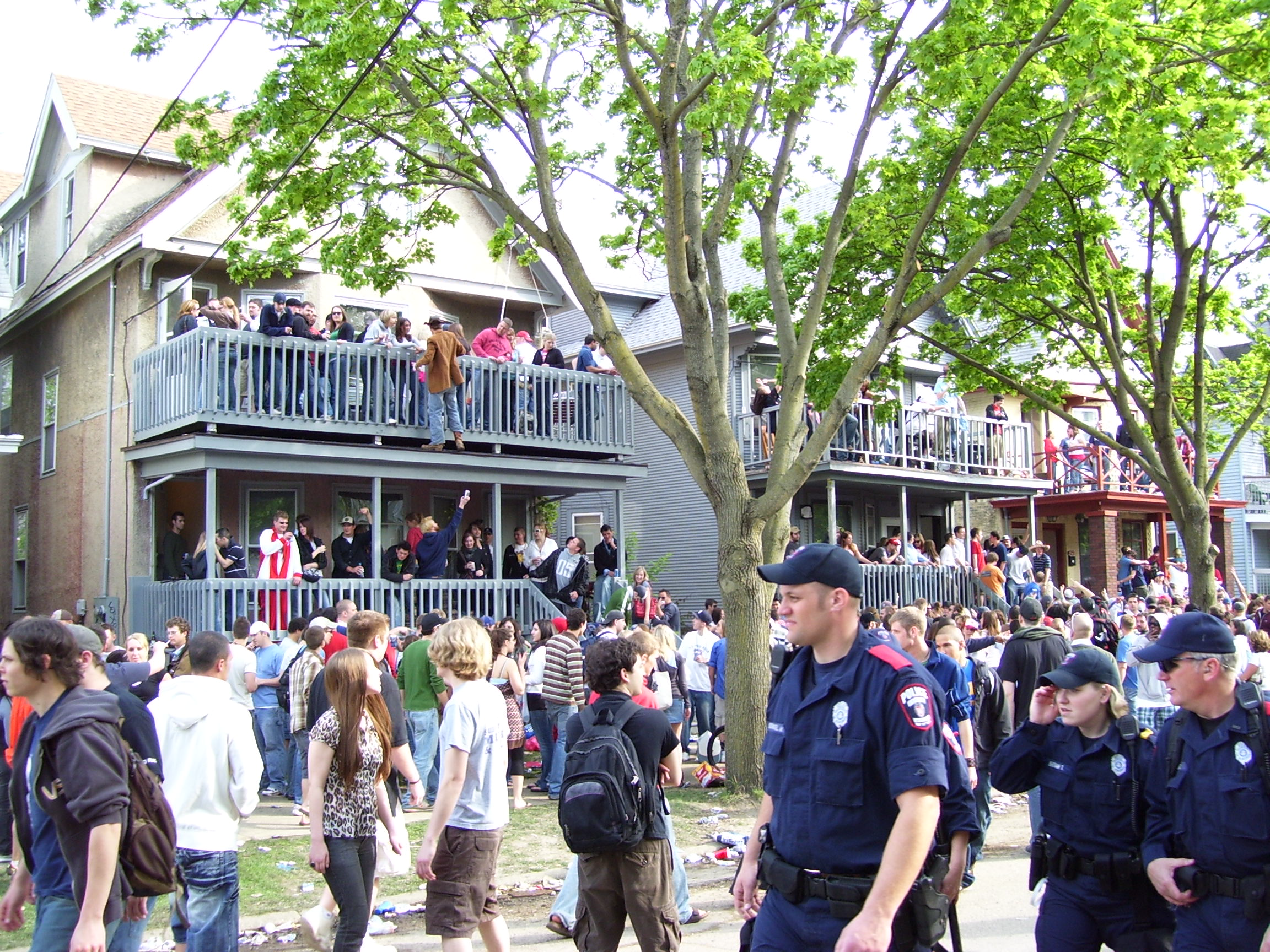
Un rassemblement lors d'une Street Block Party à Madison (Wisconsin), en 2007.

Une fête de rue ou libération des rues , est une nouvelle forme d'action politique ou artistique festive et relayant souvent un discours anticapitaliste. Le concept de « rue libre » et sa mise en pratique se sont répandues à travers le monde depuis le début des années 2000, et est voisin des concepts de vélorution ou des spectacles de rue. Des slogans tels que les jeux de mots la ville en rue libre ou manifestive sont parfois utilisés pour nommer la manifestation elle-même.

## Présentation
Ces « libérations des rues » sont en effet, dans un certain nombre de pays, devenus un des modes d'actions (et d'amusement) privilégiés des mouvements politiques alternatifs utilisant l'action directe. 
En 1994, le groupe d'action directe anglais, Reclaim The Streets (libérer les rues ou reprendre le contrôle des rues), alors engagé dans une lutte contre la « privatisation de l'espace public » au profit des voitures et autres forces privées, organisa un faux carambolage à l'intersection de deux grands boulevards londoniens. Très vite, des militants apparurent, installèrent un café, un système de sonorisation et une ambiance de carnaval autour des deux voitures bloquées au milieu de la voie publique. Ils se réapproprièrent ainsi, pendant quelques heures, cet espace réservé aux automobiles et affiches publicitaires. 
Cette action retentissante donna le coup d'envoi du mouvement des fêtes de rue en Angleterre avec Reclaim The Streets Londres ainsi que des groupes locaux disséminés sur le territoire qui multiplièrent des actions surprises de ce type avec une imagination débordante, de l'humour, mais souvent aussi pas mal de confrontation avec la police.
Assez rapidement, le discours qui sous-tendait ces « carnavals révolutionnaires » pris une orientation plus globale de dénonciation du système capitaliste dans son ensemble. Inspiré, par le discours situationniste, Reclaim The Streets prônent la contestation ludique, la réappropriation spectaculaire et subversive d'espaces livrés au commerce, à la voiture, à la consommation, au travail, etc. Une des plus belles réussites du mouvement fut sans doute l'occupation, le 13 juillet 1996, après une bonne partie de chat et souris avec la police, d'une autoroute du nord de Londres pendant 9 heures par plus de 9 000 personnes qui y dansèrent, « communièrent », attaquèrent la route au marteau-piqueur pour y replanter des arbres, etc. 
Le 16 mai 1998, une fête de rue mondiale contre l'OMC eut lieu dans diverses grandes villes du monde. 
En France, la première fête de rue de ce type eut lieu lors des assises internationales pour des villes sans voitures en novembre 1998 avec l'utilisation d'un trépied pour réaliser le blocage. Le trépied était haut de 7 à 9 m et à son sommet est venu s'accrocher un manifestant que la police a ensuite eu énormément de mal à faire redescendre. En France, les « carnavals des sons », autres fêtes de rue, sont un des moyens de protestations utilisé par les teufeurs lors des différentes propositions de lois les concernant.
Au Québec, l'évènement festif Réclame ta rue a lieu chaque année dans la ville de Québec depuis 2003.